# Gysinita-(La)
La gysinita-(La) és un mineral de la classe dels carbonats que pertany al grup de l'ancilita. Rep el nom per la dominància del lantani i per ser l'anàleg d'aquest element de la gysinita-(Nd).

## Característiques
La gysinita-(La) és un carbonat de fórmula química PbLa(CO₃)₂(OH)(H₂O). Va ser aprovada com a espècie vàlida per l'Associació Mineralògica Internacional l'any 2022, sent publicada a les darreries del mateix any. Cristal·litza en el sistema ortoròmbic.
L'exemplar que va servir per a determinar l'espècie, el que es coneix com a material tipus, es troba conservat a la col·lecció mineralògica del Museu Geològic de la Xina, a Beijing (República Popular de la Xina), amb el número de catàleg: m16133.

## Formació i jaciments
Va ser descoberta al complex Saima, situat al comtat de Kuandian, a Dandong (Liaoning, República Popular de la Xina). Aquest indret és l'únic a tot el planeta on ha estat descrita aquesta espècie mineral.